# 德国海港

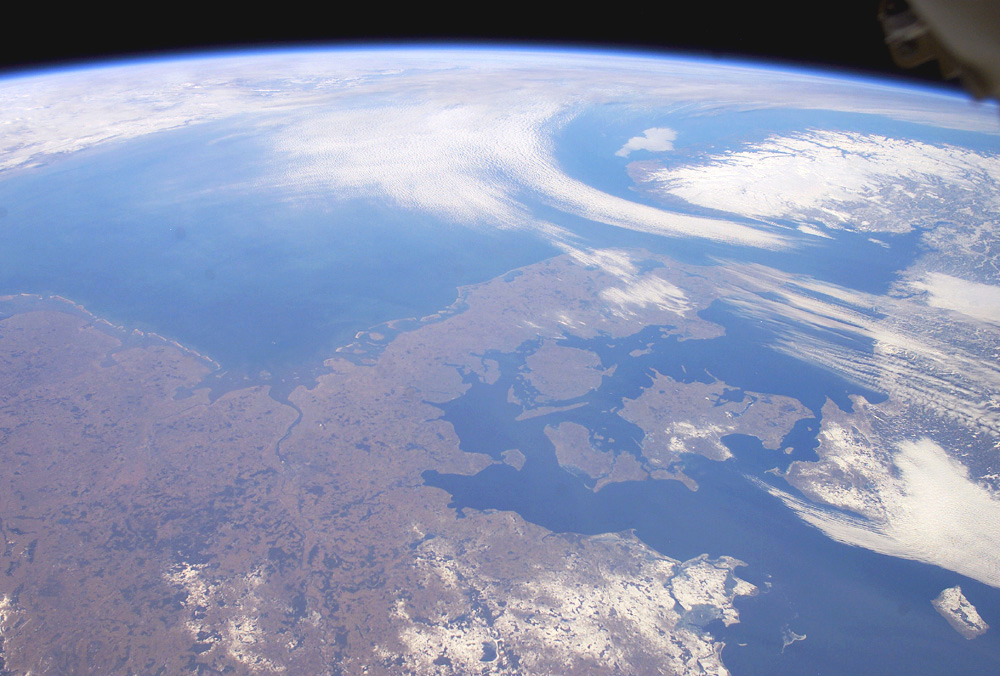
德国的海岸线

德国海港装卸了大部分德国外贸的货物，同是也承担了德国国内贸易和欧盟近洋内贸。相应地，德国60多座海港呈现出多元化的发展。除了在欧洲排名靠前的集装箱港口以外，濒临北海和波罗的海的其它中小型港口各有所长。

## 总体发展

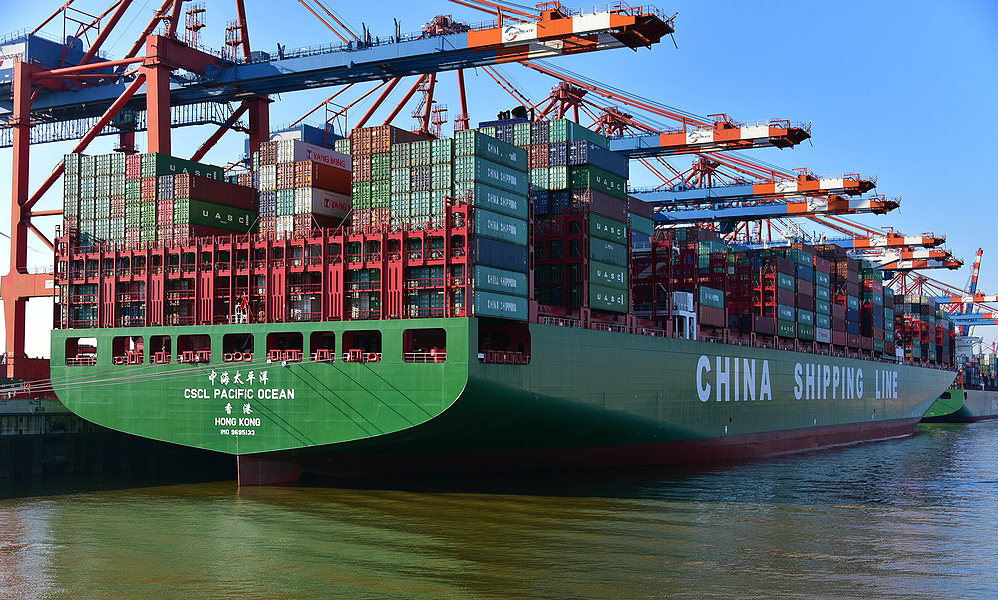
汉堡港的集装箱码头

2013年，德国海港的货物总吞吐量达2.98亿吨，而内河港仅作业了140万吨，由此显示了海港的重要性。德国海港处理的货物主要通过集装箱船、轮渡和滚装船进行运输。
2009年的经济危机对德国海港造成了短期的不利影响。两德统一直至新千年以后，德国海港的货物量持续攀升，在2008年达到了3.18亿吨。2008年，经济危机爆发后，吞吐量大幅下降18%，仅为2.61亿吨。2010年以来，货物量尽管有所回升，但是直至2013年也未能再次突破3亿吨大关。
与货物吞吐量的递增趋势相反，每年抵达港口的船舶数量明显减少。2001年抵达的客轮和货轮数为14.5万艘，2013年这个数字下降至12.6万艘，降幅为13%。其中，2013年，9.7万艘次货轮挂靠了德国海港，比2001年减少了10%。导致这个现象的主要原因是全球化背景下国际贸易量增加、成本压力升高，集装箱航运企业扩大货轮规模以降低单箱成本。

## 各个联邦州对吞吐量的贡献
2013年，汉堡和不来梅两个联邦州贡献了德国海港总吞吐量的63%。汉堡和不来梅的港口属于北海港口群，如果将下萨克森州和石荷州位于北海沿岸的海港吞吐量也加上，北海港口群的货物吞吐量占德国海港总吞吐量的82%。其余18%来自于由石荷州和梅前州管辖的波罗的海沿岸港口。
上世纪90年代，所有德国北部的海港都有不同幅度的增长，增长尤为明显的是下萨克森州的港口和汉堡港。新千年以后，随着集装箱贸易的突飞猛进，汉堡和不来梅两个联邦州的港口增速尤为突出。2010年，这两个联邦州恢复到了经济危机以前的发展水平。

## 各个港口的发展
从单个港口来看，北海港口群的汉堡港（2013年1.21亿吨）、不来梅外港不来梅哈芬（5450万吨）和威廉港（2410万吨）是德国吞吐量最高的三个港口。紧接着是波罗的海沿岸的罗斯托克（1780万吨）和吕贝克（1700万吨）。
将1995年与2013年的吞吐量做比较，不来梅哈芬港的增幅遥遥领先于其它港口。然而不来梅内港的吞吐量则小幅下降，其原因可归究于货物运输转移至不来梅哈芬港。在规模较小的港口中，埃姆登港和维斯马港的作业量翻番，布拉克港和施塔德的Buetzfleth港增加了三分之一。

## 按照货物类型的发展状况

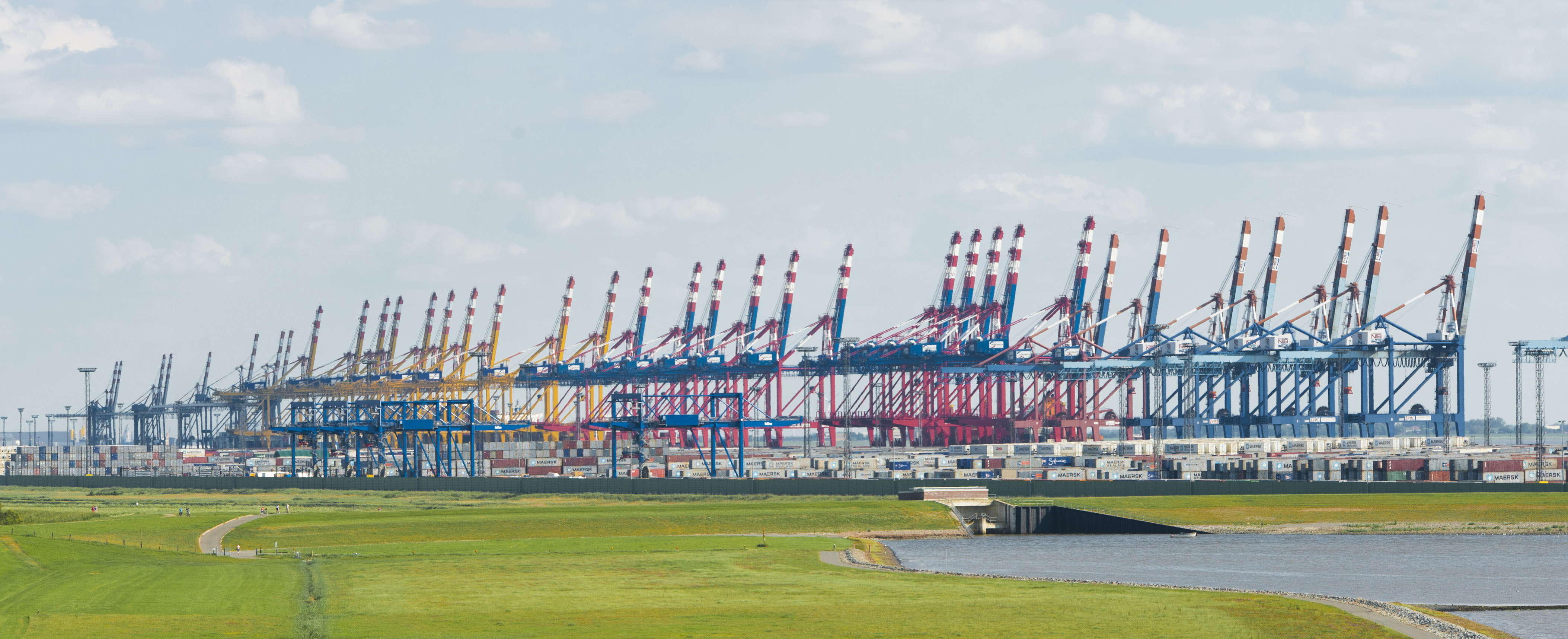
不来梅哈芬港

汉堡港、不来梅哈芬港和威廉港是三个综合型港口。汉堡港和不来梅哈芬港分别是欧洲第二和第四大集装箱港。威廉港是德国唯一的集装箱深水港，同时也是德国最大的原油、煤炭等能源物资的转运枢纽。
不来梅内港、布拉克港、罗斯托克港、诺登海姆港、布伦斯比特尔港和维斯马港主要装卸大宗散货和件杂货，埃姆登港、罗斯托克港、库克斯港、基尔港、普特加登港、吕贝克港和萨斯尼茨港主要接挂滚装船和轮渡。

### 集装箱货物
德国港口的集装箱化始于1966年。2000年，汉堡港和不来梅哈芬港的集装箱吞吐量分别为428万和270万标准箱，2015年，这两座港口的吞吐量分别攀升至880万和550万。

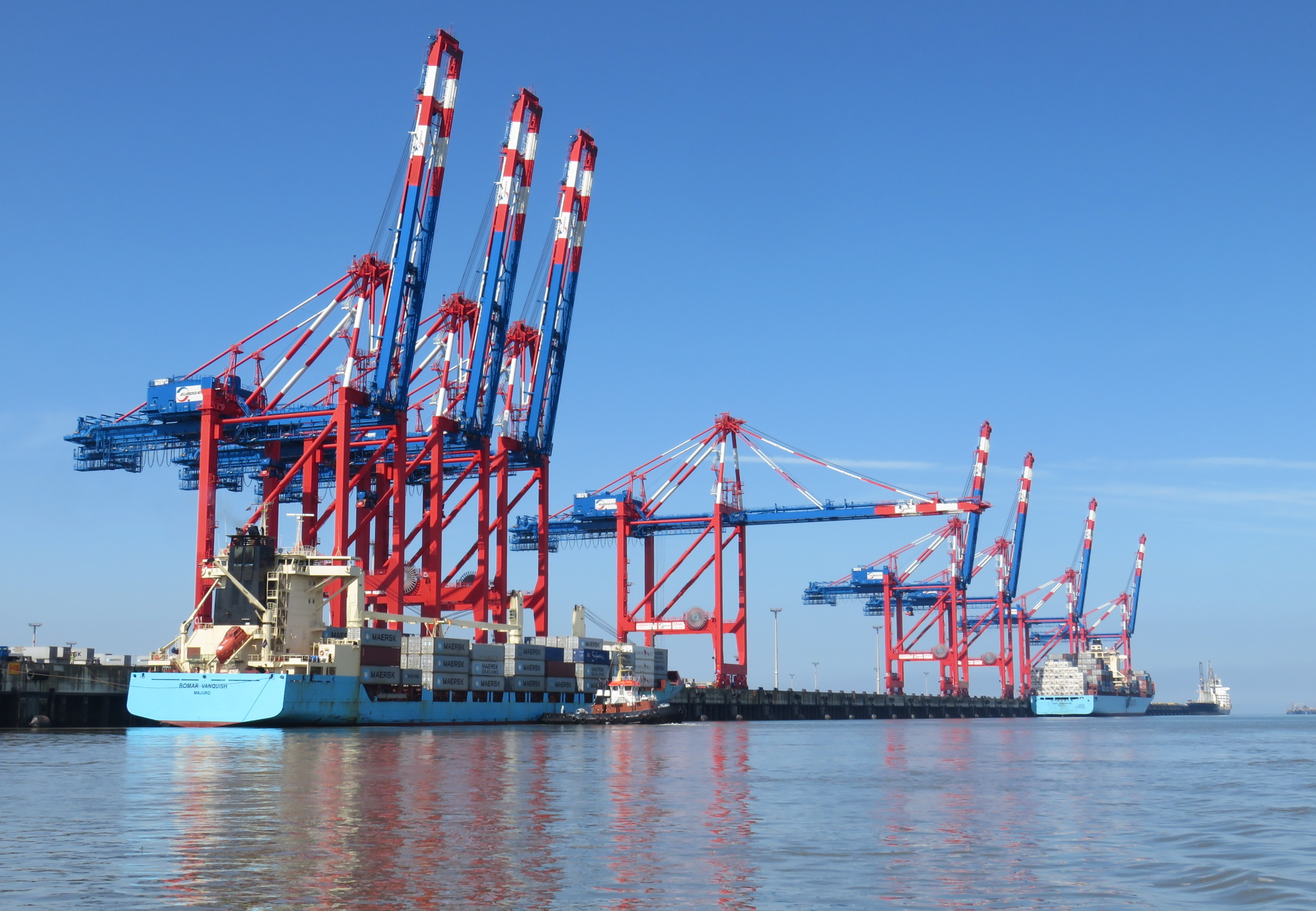
德国的深水港威廉港

2012年，作为新一代集装箱港，水深达-18米的威廉港集装箱码头投入使用，设计吞吐能力为270万标准箱。威廉港是唯一一座超大型集装箱货轮无需借助潮水可以满载进出的德国港口。2015年，这座港口的吞吐量首次突破40万标准箱。

### 大宗散货
德国海港处理的大约39%货物——相当于1.16亿吨——属于大宗散货，尤其以液态物资所占的比重最高，具体类型包括煤炭、矿砂、碳酸钾、化肥、粮食、矿物油。汉堡港、威廉港、罗斯托克港、不来梅内港和布伦斯比特尔港是德国海岸线上主要的大宗散货港。

### 传统件杂货

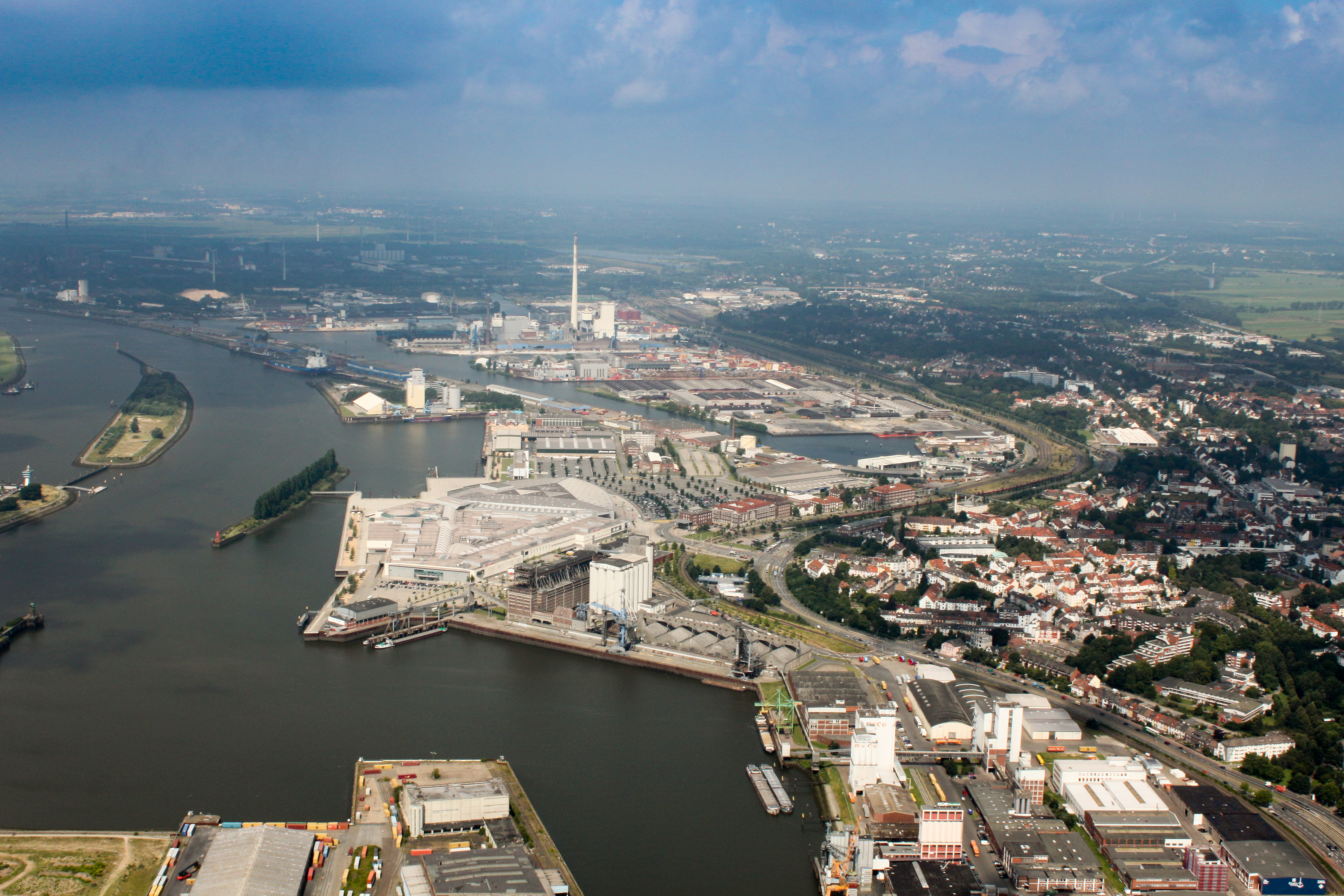
不来梅的内港

尽管许多货物都改用集装箱运输，仍然采用传统件货物船或滚装船运输的货物有钢铁产品、大型机械、木材、汽车。在这一领域，不来梅内港和不来梅哈芬港领先于德国港口。不来梅内港的专长是钢材、木材和项目货，不来梅哈芬港则是德国最大的汽车港（超过200万辆汽车）。埃姆登是德国第二大汽车港（超过100万辆汽车），车型是大众集团旗下的品牌。其它重要的件杂货港是汉堡港、布拉克港（木材、钢材）、库克斯港（汽车）、罗斯托克港和维斯马港。